# Île des Peupliers
L'île des Peupliers fait partie du parc Jean-Jacques-Rousseau à Ermenonville dans le département de l'Oise.

## Toponymie
L'île doit son nom aux peupliers entourant le cénotaphe de Jean-Jacques Rousseau. 

## Histoire
Depuis 1793, sa tombe est vide ; en effet, à la demande de la Convention, ses cendres ont quitté le mausolée situé sur l'île pour être transférées au Panthéon à Paris.